# 維德斯堡 (印地安納州)
維德斯堡（英語：Veedersburg）是一個位於美國印地安納州方廷縣的城鎮。

## 人口
根據2010年美國人口普查的數據，維德斯堡的面積為7.03平方千米，當中陸地面積為7.03平方千米，而水域面積為0.00平方千米。當地共有人口2180人，而人口密度為每平方千米310人。